# كيس الحبر

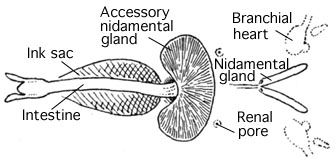
منظر بطني لأحشاء «Chtenopteryx sicula» يوضح موضع كيس الحبر

كيس الحبر (بالإنجليزية: Ink sac)‏ هو سمةٌ تشريحيَّة توجد في العديد من الرخويات رأسيات الأرجل، حيث تُستخدم لإنتاج حبر رأسيات الأرجل [الإنجليزية]. باستثناء رأسيات الأرجل الليليَّة والتي تعيش في المياه العميقة جدًا، فإنَّ جميع القشريات (الحبار والأخطبوط) التي تعيش في ظروف الضوء لها كيس حبر، يمكن استخدامه لإطلاق سحابة من الحبر الداكن بهدف إرباك الحيوانات المفترسة.
يُعد كيس الحبر كيسًا عضليًّا نشأ امتدادًا للأمعاء الخلفيَّة؛ وهو غدة تحت خيشومية [الإنجليزية] معدلة. يقع تحت الأمعاء ويفتح في فتحة الشرج، حيث يمكن ضخ محتوياته (ميلانين نقي تقريبًا)؛ وقربه من قاعدة القمع يعني أنه يمكن توزيع الحبر عن طريق الماء المقذوف حيث تستخدم رأسيات الأرجل الدفع النفاث. ترتبط سحابة الميلانين المقذوف بجزيئات المخاط، لذلك تشكل كتلة بحجم وشكل رأسيات الأرجل تقريبًا، مما يلفت انتباه المفترس بينما يقوم الرخوي نفسه بالفرار.